# Besidka, Stavîșce
Besidka (în ucraineană Бесідка) este o comună în raionul Stavîșce, regiunea Kiev, Ucraina, formată numai din satul de reședință.

## Demografie
Componența lingvistică a comunei Besidka
     Ucraineană (99,01%)
     Alte limbi (0,9%)
Conform recensământului din 2001, majoritatea populației comunei Besidka era vorbitoare de ucraineană (99,01%), existând în minoritate și vorbitori de alte limbi.